# Coxipó da Ponte
Coxipó da Ponte é um distrito do município brasileiro de Cuiabá, capital do estado de Mato Grosso. Segundo o censo demográfico de 2022, realizado pelo Instituto Brasileiro de Geografia e Estatística (IBGE), sua população era de 400 847 habitantes e havia 138 988 domicílios particulares permanentes ocupados. Foi criado pela lei estadual nº 131 de 16 de fevereiro de 1932.
De acordo com o IBGE, em 2010 a população era de 323 682 habitantes e havia 110 939 domicílios particulares.
O distrito está entre os rios Cuiabá e Coxipó, cuja nascente é próxima aos paredões da Chapada dos Guimarães, descendo pelo distrito do Coxipó do Ouro até o distrito de São Gonçalo, no rio Cuiabá. O nome de Coxipó da Ponte é devido à construção de uma ponte dando passagem de Cuiabá para a região sul do Estado. A famosa ponte de ferro foi construída em 1898 pelo engenheiro suíço Jacques Markwalder.